# コナウェ県
コナウェ県(コナウェけん、インドネシア語: Kabupaten Konawe)は、インドネシアの南東スラウェシ州東北部に位置する県である。県都はウナーハ(Unaaha)。県はケンダリ地区として知られていた。2010年の統計では人口は24万1428人であったが、沖合いのウォウォニ島などの島嶼域周辺の住民は2013年にコナウェ諸島県として分離された。コナウェは南東スラウェシ州内最大の米の産地となっており、州内の生産量の半分を算出する穀倉地帯となっている。

## 歴史
コナウェ県は1959年の第29号法に準拠して南東スラウェシ州の第二級地方自治体でケンダリを県都に持つケンダリ県として設立された。
1995年第6号法によって、ケンダリ市は自治体として独立し、ケンダリ県は19の郡（kecamatan）と334の村からなる自治体となった。その後時間を追って村や郡の数が変化し、2002年時点ではケンダリ県は23の郡と631の村から構成されていた。2004年9月28日に発せられた2004年の政府規制第26号に基づいて、県はコナウェ県に改名した。
2003年、県南部が11郡を含む南コナウェ県として独立し、2007年には県北部が同様に7郡を含む北コナウェ県として独立し、2013年にはウォウォニ島などの7郡がコナウェ諸島県として分離された。

## 自治体
コナウェ県はワウォニイ島の7郡が分離するまでは、23の郡（kecamatan）からなっていた。2010年の調査によると人口は以下のようであった。
| 名称            | 人口 2010年 |
| --------------- | ----------- |
| Soropia         | 7,753       |
| Lalonggasumeeto | 4,612       |
| Sampara         | 11,719      |
| Bondoala        | 8,199       |
| Besulutu        | 6,759       |
| Kapoiala        | 4,063       |
| Lambuya         | 6,605       |
| Uepai           | 11,819      |
| Puriala         | 7,405       |
| Onembute        | 5,941       |
| Pondidaha       | 10,437      |
| Wonggeduku      | 19,817      |
| Amonggedo       | 9,282       |
| Wawotobi        | 20,177      |
| Konawe          | 8,035       |
| Unaaha          | 22,694      |
| Anggaberi       | 6,150       |
| Abuki           | 14,407      |
| Latoma          | 2,363       |
| Tongauna        | 15,451      |
| Asinua          | 2,480       |
| Routa           | 1,892       |

## 註
1. ↑  Biro Pusat Statistik, Jakarta, 2011

座標: 南緯3度51分12秒 東経122度03分13秒 / 南緯3.85333度 東経122.05361度